# Leptomys paulus
Leptomys paulus là một loài động vật gặm nhấm nhỏ thuộc họ chuột Muridae, chúng là loài đặc hữu của vùng New Guinea. Loài này đã được quan sát thấy ở các vùng núi thấp nhiệt đới ở phía đông New Guinea, từ 1.240 đến 1.540 m.

## Đặc điểm
Leptomys paulus là loài chuột có kích thước nhỏ với chiều dài đầu đến thân từ 117 đến 132 mm và chiều dài đuôi từ 138 đến 163 mm. Tai của nó có chiều dài từ 18 đến 23 mm, màu nâu đậm và có một ít lông đen, chân của nó từ 31 đến 36 mm. Nó có thể nặng đến 52g. Lông dày và mềm của nó có màu nâu và sẫm màu trên phần lưng, hơi vàng ở hai bên và màu xám nhạt ở phần bụng. Có một dải không có lông của da kéo dài từ giữa vai đến trán. Nó có râu dài (60 mm) và má trắng với một màu sẫm màu hơn xung quanh mắt. Đuôi gần như không có lông với đầu trắng.